# Excultanus conus
Excultanus conus är en insektsart som beskrevs av Delong 1939. Excultanus conus ingår i släktet Excultanus och familjen dvärgstritar. Inga underarter finns listade i Catalogue of Life.